# Вальтер Лакнер
Вальтер Лакнер (нім. Walter Lackner; 5 лютого 1891, Інстербург — 25 вересня 1976, Берлін) — німецький військово-повітряний діяч, генерал-лейтенант люфтваффе.

## Біографія
1 червня 1910 року вступив в 1-й гренадерський полк «Кронпринц». Учасник Першої світової війни, 20 серпня 1914 року важко поранений. Після одужання 18 листопада 1915 року направлений в 2-й запасний батальйон свого полку. У березні-квітні 1915 року пройшов підготовку льотчика-спостерігача в Адлерсгофі. З квітня 1915 по липень 1916 року — льотчик-спостерігач 11-го польового авіазагону. З 1 жовтня 1916 року служив в інспекції авіації, з 1 квітня 1917 року — в штабі 6-ї авіагрупи, з 14 серпня 1917 року — в штабі командувача авіацією 7-ї армії. З 4 грудня 1917 року — командир 20-ї охоронної ескадрильї, з 31 січня 1918 року — 7-ї бойової ескадрильї. 21 березня 1918 року очолив бойову групу «Лакнер», а 10 серпня 1918 року переведений в штаб командувача авіацією 9-ї армії.
В 1919-22 роках служив у піхоті, з 4 червня 1920 року — ад'ютант 1-го стрілецького (з 1 жовтня 1920 року — піхотного) полку. 31 травня 1922 року звільнений у відставку. У 1925 році пройшов підготовку в льотній школі в Кенігсберзі. 1 листопада 1925 року знову вступив на військову службу, офіцер ландверу; займався питаннями таємного відтворення ВПС. 17 липня 1933 року призначений начальником групи відділу LA I (оперативний) Імперського міністерства авіації. З січня 1934 року — офіцер для особливих доручень. З 1 липня 1937 року — радник 3-го відділу Генштабу люфтваффе. З 1 жовтня 1937 року — командир 2-ї групи 254-ї бомбардувальної ескадри в Ешвегу.
З 1 травня 1939 року — командир 54-ї бомбардувальної ескадри. Учасник Польської і Французької кампаній. 19 квітня 1940 року його літак був збитий в Аррасі, сам Лакнер взятий в полон французами і поміщений в госпіталь. 24 квітня звільнений німецькими військами. 30 липня 1940 року призначений начальником 4-ї контрольної комісії ВПС (в Бордо). З 1 лютого 1941 року — начальник 77-го вищого навчального авіаційного командування, на базі якого 1 січня 1943 року була сформована 10-та авіадивізія. 15 травня 1943 року переведений в резерв, а 15 червня 1943 року переведений в штаб 11-го авіаційного (парашутного) корпусу. З 1 березня 1944 року — заступник командувача 1-ю парашутною армією, одночасно в червні 1944 року тимчасово виконував обов'язки командира 6-ї парашутної дивізії. З 15 листопада 1944 року — командир 2-ї парашутної дивізії. Його дивізія була розгромлена в Рурському котлі, а сам Лакнер 30 квітня 1945 року взятий в полон американськими військами. 20 червня 1947 року звільнений.

## Звання
- Лейтенант (1 березня 1910)
- Оберлейтенант (18 грудня 1915)
- Гауптман (1 лютого 1922)
- Майор (1 лютого 1934)
- Оберстлейтенант (1 січня 1936)
- Оберст (1 квітня 1938)
- Генерал-майор (1 грудня 1940)
- Генерал-лейтенант (1 грудня 1942)

## Нагороди
- Залізний хрест 2-го і 1-го класу
- Нагрудний знак пілота-спостерігача (Пруссія)
- Нагрудний знак військового пілота (Пруссія)
- Нагрудний знак «За поранення» в чорному
- Пам'ятний знак пілота (Пруссія)
- Почесний хрест ветерана війни з мечами
- Медаль «За вислугу років у Вермахті» 4-го, 3-го і 2-го класу (18 років)
- Комбінований Знак Пілот-Спостерігач
- Нагрудний знак «За поранення» в чорному